# Demetri II de Bactriana

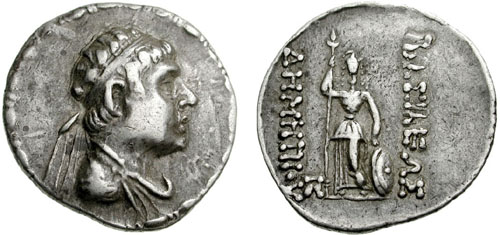
Demetri II

Demetri II fou rei del regne Indogrec de l'Índia a mitjan segle ii aC.
A Bactriana el general Eucràtides, potser un general de Demetri I de Bactriana o un cap que tenia el suport selèucida, va enderrocar la dinastia eutidèmida vers el 170 aC probablement destronant a Antímac I i Antímac II.
No s'ha pogut establir el seu regnat enlloc com a rei delegat (aquesta teoria ha estat abandonada) i modernament es tendeix a pensar que fou un parent d'Eucràtides I; això té el suport que no s'han trobat monedes de Demetri II a les ruïnes d'Ai Khanoum (Eucratídia), que suposadament fou destruïda durant el regnat d'Eucratides I. Així doncs Demetri II hauria governat a Bactriana, potser a la mort d'Eutidem II però fou enderrocat per Eucràtides; Antímac I governava com a delegat als Paropamisades i potser altres territoris indis. El problema major és que un Demetri, suposat Demetri II, és citat per Justí com Demetri rei dels Indis, i enemic d'Eucràtides el Gran. Com que no hi ha cap moneda d'un rei Demetri (fins Demetri III uns 70/50 anys després) una teoria suggereix que era membre de la branca índia dels eutidèmides, i va intentar recuperar el control de Bactriana; segons Justí cap al final del regnat d'Eucràtides, Demetri va marxar a Bactriana amb un exèrcit de 60.000 homes però aparentment fou derrotat i mort per Eucràtides, que només disposava de 300 homes i que es va apoderar de part del regne Indogrec (vers 150 aC); si aquests fets fossin exactes, Demetri seria un príncep eutidèmida més o menys fugitiu, o un parent d'Apol·lodot I. Les monedes no ajuden gaire, ja que existeixen nombroses monedes de Demetri però difícils de classificar cronològicament. Bopearachchi (1991) va suposar l'existència de tres reis de nom Demetri: Demetri I de Bactriana (vers 200- 185 aC); Demetri II que podira haver regnat vers 170 aC i Demetri III Aniketos que va regnar vers el 100 aC. Osmund Bopearachchi identifica a Demetri II amb el Demetri de Justí i suposa que regnava a Bactriana i no a l'Índia (no hi ha monedes amb inscripcions índies). Una darrera teoria suggereix que Demetri III hauria governat mig segle abans i seria el Demetri de Justí, el que hauria intentat conquerir o reconquerir Bactriana.
Demetri II va emetre monedes gregues, tetradracmes, igual que van fer els darrers reis bactrians. La part de davant el mostre amb la diadema i la del darrere a Pal·les Atenea. A diferència dels seus contemporanis no tenia cap malnom. A les monedes apareix com un home jove, però les faccions difereixen bastant entre diferents encunyacions.